# Antequera (geslacht)
Antequera is een geslacht van Vlinders uit de familie Prachtmotten (Cosmopterigidae).

## Soorten
- A. acertella (Busck, 1913)
- A. exstimulata Meyrick, 1928